# Beco do Cancro

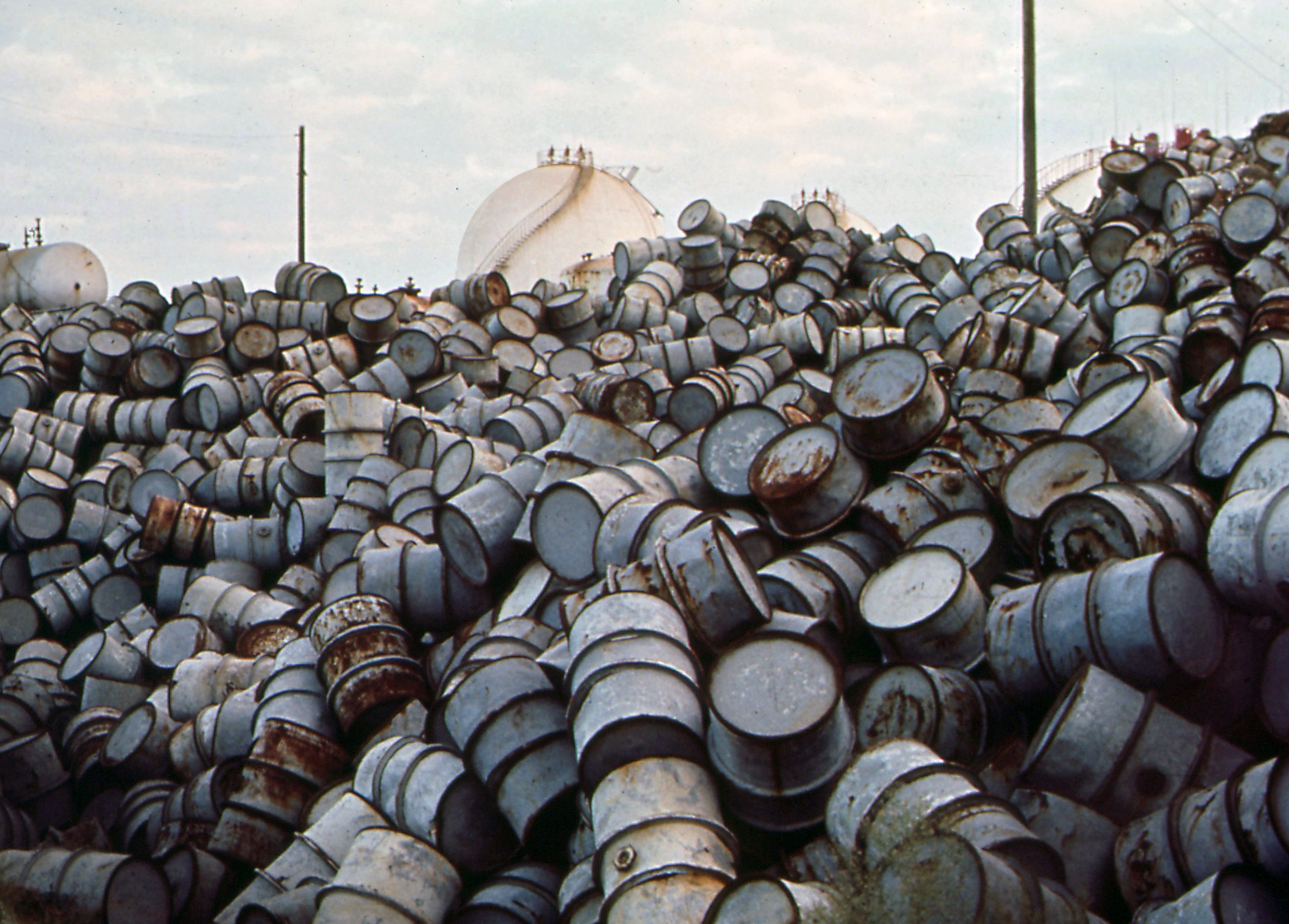
Um monte de tambores de óleo perto da Refinaria ExxonMobil de Baton Rouge, ao longo do rio Mississippi, em dezembro de 1972.

O Beco do Cancro é o apelido regional dado a um trecho de 140 km de terra ao longo do rio Mississippi entre Baton Rouge e Nova Orleães, nas paróquias do rio da Louisiana, que contém mais de 200 usinas petroquímicas e refinarias . Esta área é responsável por cerca de 25% da produção petroquímica dos Estados Unidos . A região é considerada uma zona de sacrifício . No Beco do Cancro, quarenta e seis indivíduos em um milhão correm o risco de desenvolver cancro, em comparação com a média nacional de cerca de trinta indivíduos em um milhão. O risco anormalmente alto de cancro e a concentração de operações petroquímicas inspiraram o apelido de "Beco do Cancro".
Além disso, os pesquisadores descobriram que a disparidade racial no risco de cancro devido à poluição do ar piora à medida que a concentração de minorias aumenta na região. Indivíduos em áreas predominantemente negras correm 16% mais risco do que aqueles em áreas predominantemente brancas, e pessoas em áreas de rendimentos baixos também apresentam um risco cumulativo 12% maior do que aquelas em áreas de rendimentos altos. Líderes comunitários como Sharon Lavigne lideraram o protesto contra a expansão da indústria petroquímica no Beco do Cancro, bem como ao abordar as disparidades raciais e económicas associadas.